# 御徒町

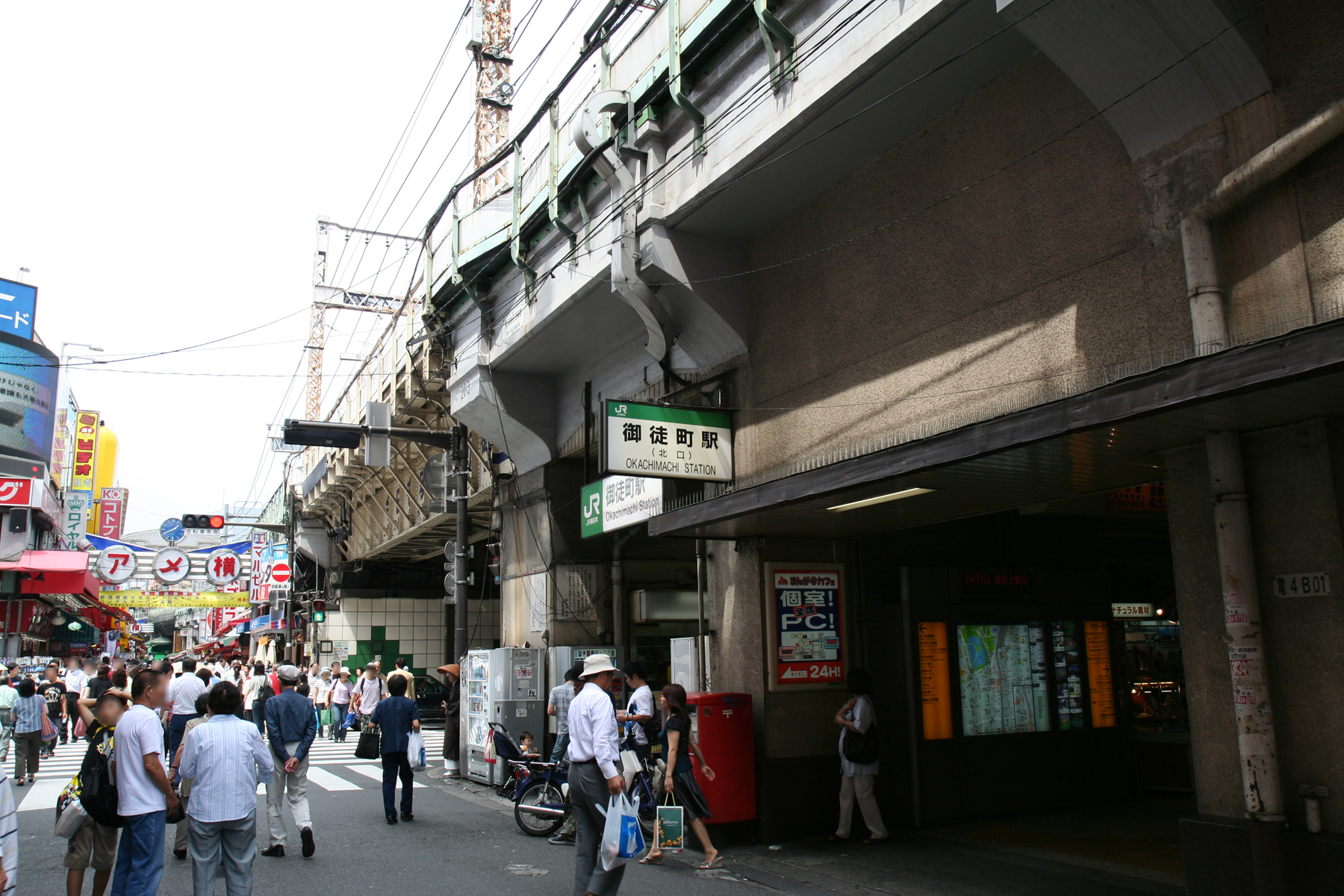
御徒町駅

御徒町（おかちまち）は、1964年まで存在した東京都台東区の地域名。現行の町名では台東・東上野に相当するが、現在も御徒町駅周辺地域の通称として用いられる。
本項では隣接して存在した仲御徒町（なかおかちまち）についても扱う。

## 概要
御徒町駅周辺5駅を核とした地域・通称。東京7か所の副都心、上野・浅草副都心を形成する拠点地域のひとつでもある。江戸時代、久保田藩（秋田藩）が台東区周辺に上屋敷、中屋敷、下屋敷のほか、抱屋敷を所有しており、佐竹氏の名が佐竹商店街などに残っている。その後明治の後半から大正にかけて、この地には寄席、見世物小屋が並び東京の一大歓楽街を成していた。寿亭、蜻蛉軒、久本亭のほかに射的、玉ころがしなどもあった。料理屋、牛肉、天ぷら、おでん等の多数の屋台が集まり大変賑わったという。その後昭和に入り御徒町駅ができると、もっぱら西側である上野広小路方面が栄えた。
戦後の混乱期には、御徒町は関東地方における覚醒剤（ヒロポン）の一大集散地となった。1954年（昭和29年）11月9日、警視庁は同年10月から始めた「ヒロポン撲滅運動」の一環として、御徒町の親善マーケットを警察官600人で急襲。麻薬密造70件、使用違反で3900人を検挙した。

## 交通
鉄道
（カッコ内）は駅所在地。いずれも台東区
JR山手線・京浜東北線 - 御徒町駅（上野五丁目）
東京メトロ銀座線 - 上野広小路駅（上野三丁目）
東京メトロ日比谷線 - 仲御徒町駅（上野五丁目）
都営地下鉄大江戸線 - 上野御徒町駅（上野五丁目）
都営大江戸線・首都圏新都市鉄道つくばエクスプレス線 - 新御徒町駅（大江戸線は元浅草一丁目、つくばエクスプレス線は小島二丁目）
路線バス
都営バス
台東区循環バス「めぐりん」

## 地名の由来
江戸時代、江戸城や将軍の護衛を行う下級武士、つまり騎乗が許可されない武士である御徒（徒士）が多く住んでいたことに由来する。御徒町周辺に於いては長屋に住み禄（現在の給与）だけでは家計を賄い切れず内職をし生活していた下級武士を指す。
なお、現在は町名としては消滅し、台東区台東、および東上野の一部となっている。また、この地名は城下町であればどこにでもある地名でもある。
御徒はそれぞれ組に属し、御徒組は本丸15組、西ノ丸5組が存在した。各組の構成は頭1名、組頭2名、御徒28名から成り、将軍の行列の先導や幕府御用の警護、江戸城中の雑用を職務とし、組単位で屋敷地を拝領し、その組屋敷で暮らした。『正保江戸図』（1644）には、地理的に軍事上の要所でもあった下谷・浅草に組屋敷があった。

### 住居表示以前の地名
| 1911年までの地名   | 1964年までの地名     | 現在の地名                         | 改称時期      |
| ------------------ | -------------------- | ---------------------------------- | ------------- |
| 下谷御徒町一丁目   | 御徒町一丁目         | 台東一丁目・台東二丁目・台東三丁目 | 1964年1月1日  |
| 下谷御徒町二丁目   | 御徒町二丁目         | 台東三丁目・台東四丁目             | 1964年1月1日  |
| 下谷御徒町三丁目   | 御徒町三丁目         | 東上野一丁目・東上野二丁目         | 1964年10月1日 |
| 下谷仲徒町一丁目   | 仲御徒町一丁目(全域) | 上野五丁目                         | 1964年10月1日 |
| 下谷仲徒町二丁目   | 仲御徒町二丁目(全域) | 上野五丁目                         | 1964年10月1日 |
| 下谷中御徒町三丁目 | 仲御徒町三丁目       | 上野三丁目・上野五丁目・上野六丁目 | 1964年1月1日  |
| 下谷仲徒町四丁目   | 仲御徒町四丁目(全域) | 上野六丁目                         | 1964年10月1日 |

## 主な観光場
- アメヤ横丁
- 上野松坂屋
- 多慶屋
- 吉池 - 鮮魚を中心とした食料品総合小売店
- キムチ横丁 - 東上野コリア・タウン。旧称・上野親善マーケット。

## ギャラリー

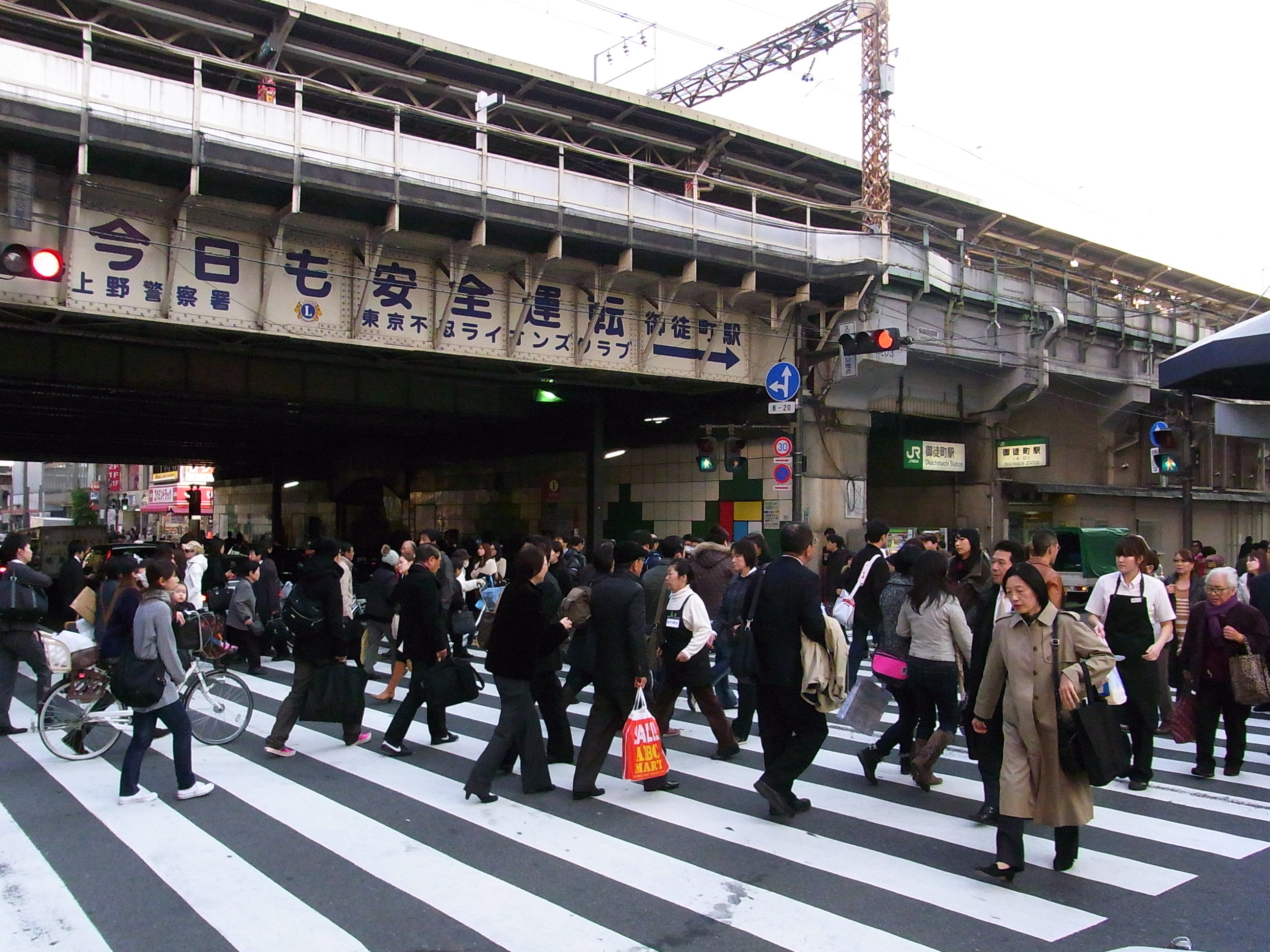
御徒町駅（2010年12月6日撮影）
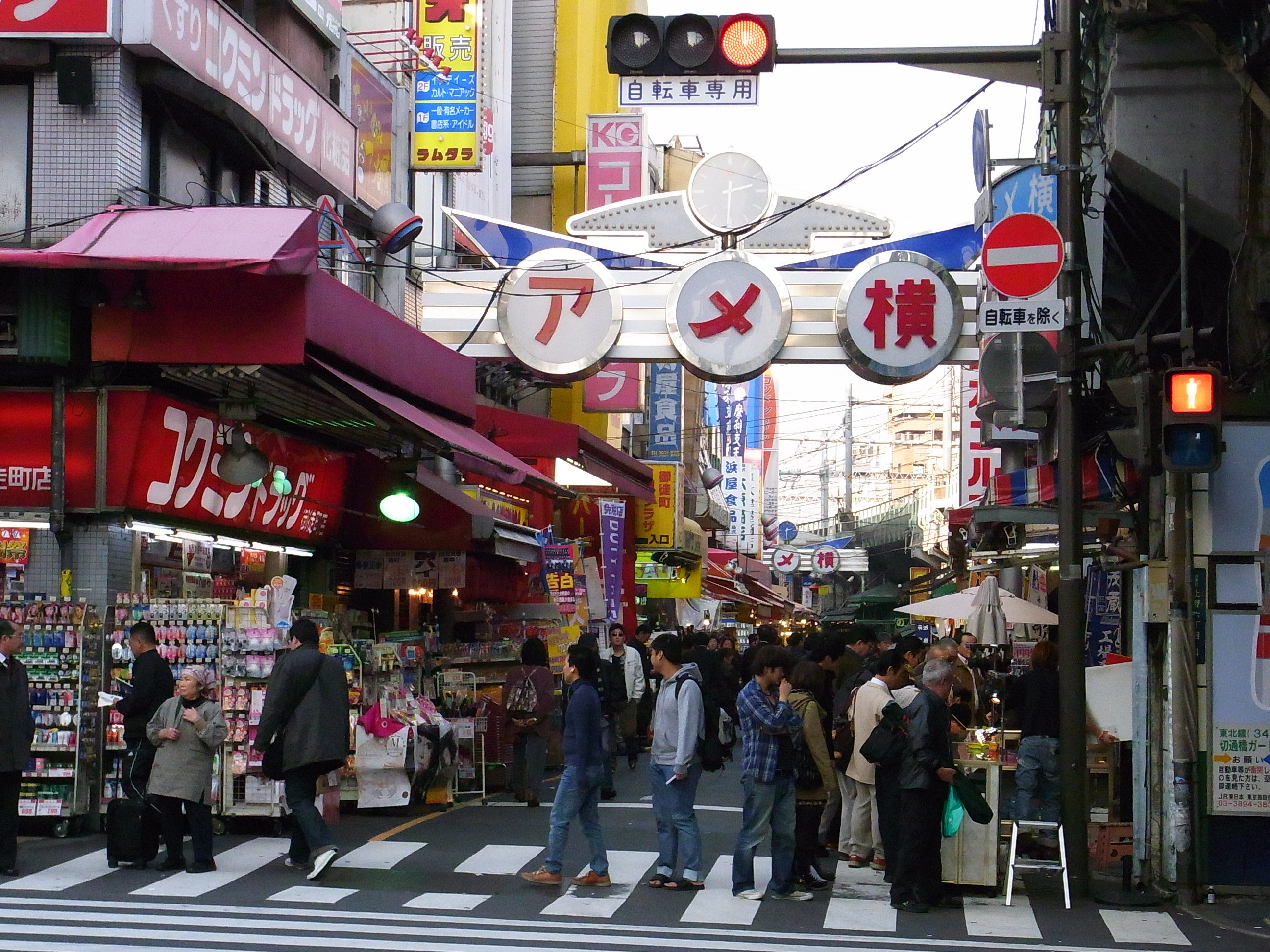
アメヤ横丁 御徒町駅側入口（2010年12月6日撮影）
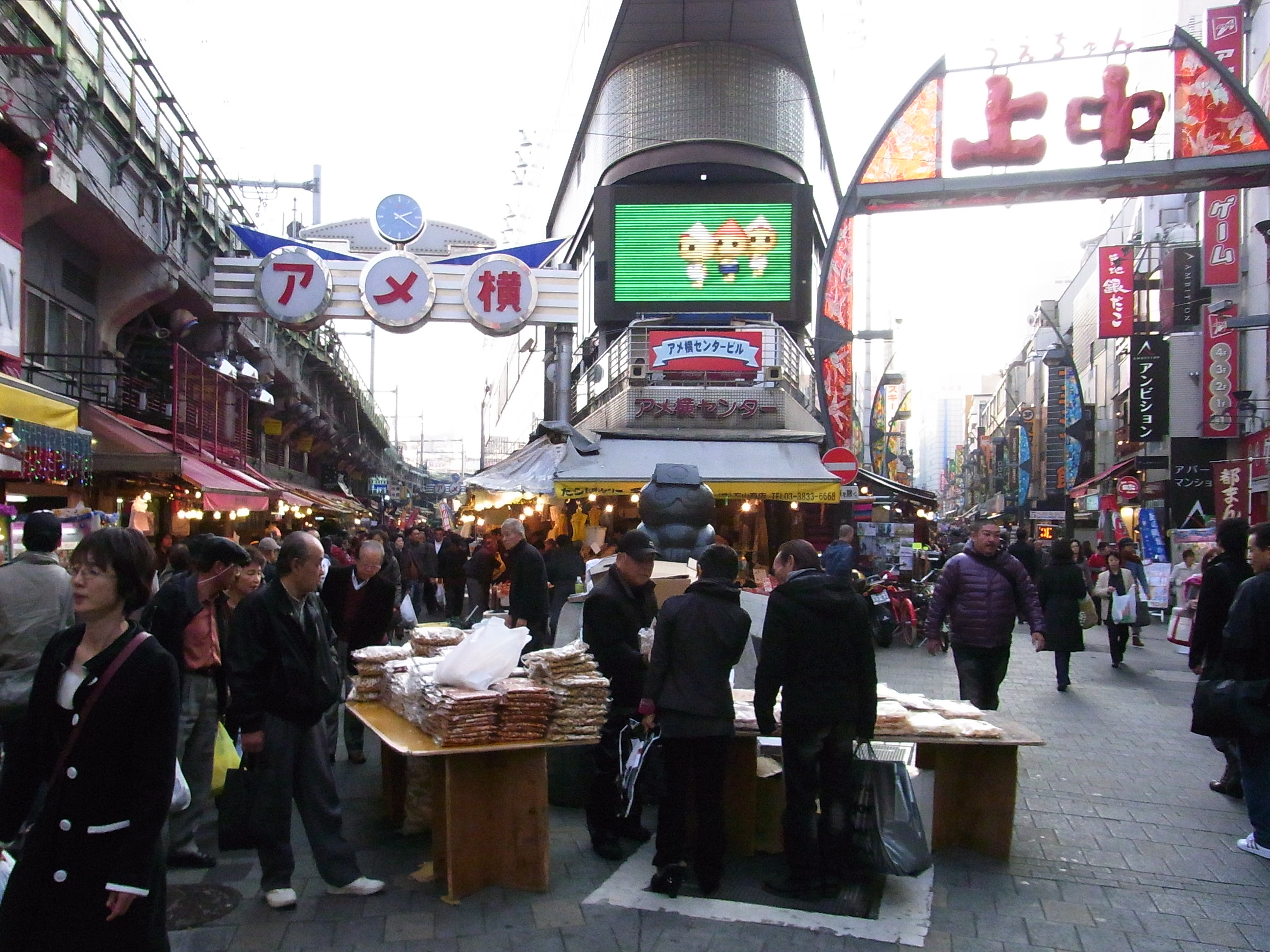
アメヤ横丁 上野駅側入口（2010年12月6日撮影）